# Рубеж (Борисовский район)
Рубеж (бел. Рубеж) — деревня в Борисовском районе Минской области Беларуси. Входит в состав Моисеевщинского сельсовета.

## География
Деревня находится в северо-восточной части Минской области, при автодороге Н-8136, на расстоянии приблизительно 34 километров (по прямой) к северо-востоку от города Борисов, административного центра района. Абсолютная высота — 206 метров над уровнем моря. Площадь населённого пункта — 0,1359 км².

## История
Известна с XVIII века. В 1868 году была построена деревянная Ильинская церковь. В 1897 году входила в состав Борисовского уезда Минской губернии, насчитывалось 24 двора и 122 жителя.
По состоянию на 1909 год, в Рубеже имелось 20 дворов и проживало 128 человек. В административном отношении село входило в состав Краснолукской волости.
С 20 августа 1924 года в составе Трояновского сельсовета. В 1930-х годах, в ходе проведения коллективизации, был образован колхоз «Ударник социализма». С 26 августа 1959 года до 17 августа 1963 года деревня входила в состав Моисеевщинского сельсовета, до 28 мая 2013 года — в состав Трояновского сельсовета.

## Население
По данным переписи 2019 года, в деревне проживало 9 человек.
| Год  | Население, человек |
| ---- | ------------------ |
| 1800 | 26                 |
| 1897 | ↗ 122              |
| 1909 | ↗ 128              |
| 1917 | ↗ 165              |
| 1926 | ↘ 145              |
| 1960 | ↘ 100              |
| 1988 | ↘ 40               |
| 2008 | ↘ 5                |
| 2009 | ↗ 12               |
| 2019 | ↘ 9                |